# 円谷英明
円谷 英明（つぶらや ひであき、1959年 - ）は、日本の元実業家。円谷プロダクション第6代目社長を務めた。

## 人物
1959年、円谷一の次男として生まれる。円谷英二は祖父、円谷昌弘（円谷プロダクション第5代目社長）は兄、俳優の円谷浩は弟、円谷一美は妹、円谷一夫（円谷プロダクション第4代目社長）は従弟、元歌手の円谷優子は従妹にあたる。
中央大学理工学部を卒業後、バンダイを経て1983年に円谷プロダクションに入社。円谷エンタープライズ常務、円谷コミュニケーションズ（現：円谷ドリームファクトリー）社長、円谷プロ専務などを務めたのち、2004年に円谷プロの第6代目社長に就任したが翌年退任する。2007年に円谷プロがTYOの子会社となった際に同社を離れた。
その後は円谷ドリームファクトリーの代表として中国でのテレビ番組制作を試み、日中合作の特撮ヒーロー番組『五龍奇剣士メタルカイザー』を手掛けるが、諸般の事情から放送には至らなかった。円谷ドリームファクトリーの代表は2010年に退いた。
2013年、『ウルトラマンが泣いている 円谷プロの失敗』（講談社現代新書）を上梓し、円谷プロダクションのお家騒動や自身の中国事業の顛末を述べている。
2018年時点では元チャイヨー・プロダクション社長のソムポート・セーンドゥアンチャーイとともに行動していたが、ソムポートは2021年8月26日に死去したため、今後の動向は不透明である。

## 著書
- 『ウルトラマンが泣いている 円谷プロの失敗』講談社現代新書、2013年